# 336년

## 연호
- 동진(東晉) 함강(咸康) 2년
- 성한(成漢) 옥항(玉恆) 2년
- 후조(後趙) 건무(建武) 2년
- 전량(前凉) 건흥(建興) 24년

## 기년
- 동진(東晉) 성제(成帝) 11년
- 신라(新羅) 흘해이사금(訖解泥師今) 27년
- 고구려(高句麗) 고국원왕(故國原王) 6년
- 백제(百濟) 비류왕(比流王) 33년

## 문화
- 12월 25일 - 예수 탄생을 기념하는 크리스마스 기념일 지정.